# ストック (トレッキング)
ストックは、トレッキングで用いられる杖。トレッキングポールともいう。

## 概要
トレッキング時に足腰の負担を軽減するために用いられる。

## 登山道の維持の問題
ストックの使用による登山道の荒廃を避け希少な植生を保護するために無雪期には先端にキャップ（カバー）を付けるよう呼びかけが行われている地域が多い。